# Bitwa pod Casciną (fresk Michała Anioła)
Bitwa pod Casciną – planowany fresk Michała Anioła tworzony w latach 1504–1506. Miał znajdować się w Palazzo Vecchio we Florencji.

## Opis
Fresk nigdy nie został ukończony, jego wygląd jest znany z późniejszych kopii kartonu. Według kopii kartonu Michał Anioł zamierzał namalować epizod wojny między Florencją a Pizą, opisaną w Kronice Giovanniego Villaniego, który rozegrał się w pobliżu Casciny 29 lipca 1364 roku. Fresk miał ukazać scenę z udziałem kilkunastu nagich, muskularnych florenckich żołnierzy, którzy podczas kąpieli w rzece Arno zostali zaskoczeni przez przeciwnika. Żołnierze w pośpiechu wspinają się na brzeg, by tam nałożyć odzienie. Dzięki ostrzeżeniu od dowódcy Manno Donatiego Florentyńczycy pokonali przeciwnika.
Na zachowanych kopiach fresku dostrzegalna jest fascynacja Michała Anioła męskim ciałem. Postacie zostały ukazane w różnych pozach. Część żołnierzy spieszy się, by pomóc towarzyszom, inni chwytają za broń lub potykają się w walce konnej. Na fresku miał znaleźć się także starszy żołnierz, który mając mokre po kąpieli nogi nie jest w stanie wejść w swoje spodnie. Według opisu Vasariego jego pośpiech i wysiłek ukazano poprzez ukazanie napiętych mięśni i żył oraz wykrzywionych ust. Manno Donati ma na głowie hełm ozdobiony smokiem.
Przypuszczalnie Michał Anioł planował uwzględnienie na fresku walk jeźdźców i walczących żołnierzy. Dostrzegalne są inspiracje Grupą Laokoona oraz twórczością Giotta i Masaccia. Motyw mężczyzny z trudem wkładającym spodnie może pochodzić z fresku Chrzest Chrystusa Andrei Mantegni, gdzie znajduje się postać spoconego mężczyzny zdejmującego spodnie.
Linie konturowe były ostro zarysowe.

## Historia
22 września 1504 roku gonfalonier Piero Soderini zlecił Michałowi Aniołowi namalowanie fresku batalistycznego na jednej ze ścian sali obrad w Palazzo Vecchio. W 1503 roku Soderini zlecił to samo zadanie Leonardowi da Vinci, który miał namalować w tej samej sali bitwę pod Anghiari. Michał Anioł przyjął zlecenie, chcąc pokonać Leonarda, z którym był skonfliktowany. Tematem fresku Michała Anioła było zwycięstwo florenckiej armii, odniesione nad wojskami Pizy w bitwie pod Casciną w 1364 roku. Zleceniodawcy nie mieli zastrzeżeń co do tematu malowidła. Władze Florencji pragnęły pozyskać twórców reprezentujących wysoki poziom artystyczny oraz zaaranżować w Palazzo Vecchio przestrzeń, w której namalowane freski miały ukazać trendy w ówczesnej sztuce. Wśród historyków sztuki panuje spór, czy freski miały znaleźć się na tej samej ścianie czy na przeciwległych ścianach.
Michał Anioł przystąpił do pracy we wrześniu 1504 roku. W tym samym czasie Leonardo przebywał w Vinci, a następnie w Piombino. Michał Anioł ukończył swój karton lutym 1505 roku.
Nie wiadomo, czy Leonardo da Vinci oceniał projekt Bitwy pod Casciną. W Traktacie o malarstwie krytykował malarzy anatomii, który rysowali postacie wyglądające jakby byli wyciosany z drewna i pozbawieni wdzięku, gdzie człowiek wygląda jak wór orzechów, a muskuły przypominają pęczki rzodkiewki. Uwagi te są interpretowane jako ogólną krytykę twórczości Michała Anioła bądź też odnoszą się bezpośrednio do Bitwy pod Casciną. Porównanie do wora orzechów Leonardo wykorzystywał później oceniając akty Michała Anioła. Według Vasariego późną jesienią 1504 roku Rafael Santi udał się do Florencji, by móc zobaczyć na własne oczy kartony do obu malowideł.
Wiosną 1505 roku Michał Anioł został wezwany do Rzymu przez papieża Juliusza II, który chciał powierzyć rzeźbiarzowi stworzenie swojego grobowca. Na skutek wezwania porzucił prace nad freskiem. Michał Anioł nie zdążył przenieść kartonu na fresk, przypuszcza się, że przed wezwaniem do Rzymu rozpoczął prace przygotowawcze. Po pewnym czasie skonfliktował się z papieżem, przez co w kwietniu 1505 roku wrócił do Florencji. Będąc ponownie we Florencji wrócił do pracy nad freskiem. Wówczas dokonał pewnych zmian w projekcie, inspirując się odnalezioną Grupą Laokoona.
Podczas nieobecności Michała Anioła Leonardo intensywnie pracował nad swoim freskiem. W mau 1505 roku na polecenie Charlesa d’Amboise Leonardo udał się do Mediolanu, porzucając prace nad niszczejącym freskiem. Florencję opuścił również Michał Anioł, który udał się do Bolonii, by tam poprosić papieża o wybaczenie. Po pojednaniu Michał Anioł wrócił do Rzymu, gdzie pracował nad freskami na sklepieniu Kaplicy Sykstyńskiej. Bitwa pod Casciną nigdy nie powstała, zaś po opuszczeniu Florencji przez Leonarda Bitwa pod Anghiari zaczęło znikać ze ściany. Niszczenie malowidła wynikło z zastosowania nowego olejnego spoiwa farby. Stworzone przez Leonarda spoiwo okazało się być nietrwałe.
W latach 1558–1565 Giorgio Vasari otrzymał zlecenie na renowację obu fresków w Palazzo Vecchio. Vasari pokrył ściany nowymi batalistycznymi freskami własnego autorstwa.
Nie zachował się oryginalny karton fresku, który miał zostać zniszczony przez zgorszonego nagimi postaciami ludzkimi Baccia Bandinellego. Miał on być opisywany i chwalony przez Vasariego i Celliniego. W 1512 roku karton przeniesiono do kościoła Santa Maria Novella. W 1515 roku został przeniesiony do pałacu, gdzie został pocięty. Ich późniejszy los jest nieznany, wiadomo tylko, że przed zaginięciem poszczególne fragmenty kartonu zostały kupione przez prywatnych kolekcjonerów. W 1519 roku (według innego źródła: w 1542) kopię kartonu stworzył Bastiano da Sangallo. Kopia ta znajduje się w zbiorach Holkham Hall w Wielkiej Brytanii. Studium Bitwy pod Casciną z 1505 roku zostało wykonane czarną kredą na papierze z białymi blikami. Znajduje się on w zbiorach Teylers Museum w Haarlem. Rysunki przygotowawcze znajdują się w zbiorach Graphische Sammlung Albertina w Wiedniu.